# Espacio de Baire
En topología y ramas relacionadas de las matemáticas, un espacio de Baire es un espacio topológico que, hablando intuitivamente es muy grande y tiene suficientes puntos para un cierto proceso límite. Fue nombrado así en honor a René-Louis Baire quien introdujo el concepto.  
En un espacio topológico se puede pensar en conjuntos cerrados con interior vacío como puntos en el espacio. Ignorando los espacios con puntos aislados, que son su propio interior, un espacio de Baire es grande en el sentido que no puede ser construido como una unión numerable de estos puntos. Un ejemplo concreto es un plano bidimensional con una colección enumerable de líneas. Sin importar que líneas escojamos, no podemos cubrir el espacio completamente con las líneas.
El ser un espacio de Baire es una propiedad topológica y como tal se preserva por homeomorfismos.

## Definición
Un espacio topológico es llamado un espacio de Baire si la unión numerable de cualquier colección de conjuntos cerrados con interior vacío tiene un interior vacío.
Las siguientes son caracterizaciones alternas:
- Toda intersección de conjuntos abiertos densos es densa.
- El interior de toda unión numerable de conjuntos diseminados es vacío.
- Siempre que la unión de un número enumerable de conjuntos cerrados de X tiene un punto interior, uno de los subconjuntos cerrados debe tener un punto interior.

### Definición histórica
En su definición original, Baire definió una noción de categoría (sin relación con la teoría de las categorías) como sigue:
Un subconjunto de un espacio topológico X es llamado
- denso en ninguna parte en X si el interior de su clausura es vacío
- de primera categoría o deficiente en X si es la unión numerable de subconjuntos diseminados.
- de segunda categoría en X cuando no es de primera categoría

La definición del espacio de Baire puede establecerse ahora como sigue:
Un espacio topológico X es llamado un espacio de Baire si todo conjunto abierto no vacío es de segunda categoría en X.

## Ejemplos
- Dado  R con la topología usual, los racionales son de primera categoría y los irracionales son de segunda categoría
- Los reales con la métrica usual son un espacio de Baire (Véase el teorema de categorías de Baire más adelante)
- Todo espacio homeomorfo a un subconjunto abierto de un espacio pseudométrico es un espacio de Baire (esto incluye los irracionales con su topología estándar así como el conjunto de Cantor).
- Los espacios de Hausdorff localmente compactos son espacios de Baire (esto incluye todas las variedades).
- Los espacios topológicamente completos son espacios de Baire
- Todo espacio topológico homeomórfico a un espacio de Baire es un espacio de Baire
- El conjunto de Cantor es un espacio de Baire, pero pertenece a la primera categoría en el intervalo [0,1] con la topología usual
- El siguiente es un ejemplo para un conjunto de segunda categoría en R con medida de Lebesgue 0

{\displaystyle \bigcap _{m=1}^{\infty }\bigcup _{n=1}^{\infty }(r_{n}-{1 \over 2^{n+m}},r_{n}+{1 \over 2^{n+m}})}
donde {\displaystyle \left\{r_{n}\right\}_{n=1}^{\infty }} es una secuencia que enumera los números racionales.
Nótese que el espacio de los racionales con la topología usual heredada de los reales no es un espacio de Baire, puesto que es la unión de un número enumerable de conjuntos cerrados sin interior, los conjuntos unitarios.

## Propiedades
- Cada espacio no vacío de Baire es de segunda categoría en sí mismo; toda intersección de un número enumerable de subconjuntos de abiertos densos de X es no vacío, pero los contrarios de ambas afirmaciones son falsos, como se muestra con la suma disjunta topológica de los racionales y el intervalo unitario [0,1].

- Todo subespacio abierto de un espacio de Baire es un espacio de Baire.

- Dada una familia de funciones continuas fn:X→Y con límite f:X→Y. Si X es un espacio de Baire entonces los puntos donde f no es continua es deficiente en X y el conjunto de puntos donde f es continua es denso en  X.

### Teorema de categorías de Baire
El Teorema de categorías de Baire es una herramienta importante en el estudio de espacios completos, como los espacios de Banach y los espacios de Hilbert, que se utiliza en topología y en  análisis funcional. El teorema tiene dos formas, cada una de las cuales da condiciones suficientes para que un espacio topológico sea un espacio de Baire:
1. Todo espacio métrico completo es un espacio de Baire.
2. Todo espacio de Hausdorff localmente compacto es un espacio de Baire.

La prueba del teorema  utiliza el axioma de elección; y de hecho, es lógicamente equivalente a una versión débil del axioma de elección llamada el axioma de elección dependiente.
El Teorema de categorías de Baire  se utiliza en la prueba del Teorema de la función abierta  y del principio de acotamiento uniforme. También permite realizar una prueba de que los reales no son enumerables (dado que los reales son un espacio métrico completo, y por tanto no pueden ser una unión enumerable de puntos).
Véase también: Juego de Banach-Mazur

## En teoría de conjuntos
En teoría de conjuntos y ramas relacionadas de las matemáticas, un espacio de Baire es el conjunto de todas las sucesiones de número naturales.
El espacio de Baire se nota frecuentemente B, NN, o ωω.
B tiene la misma cardinalidad que el conjunto R de los reales,  y puede usarse como conveniente sustituto de R en algunos contextos en teoría de conjuntos.
B también es de interés independiente pero menor en análisis real, donde se le considera como un espacio uniforme: el pridunto de un número enumerable de copias del espacio discreto N. Este es un espacio de Baire en el sentido topológico. Como espacio topológico, B es homeomorfo al conjunto Ir de los irracionales con su topología estándar heredada de los reales. El homeomorfismo entre  B e Ir puede ser construido utilizando fracciones continuas.
Sin embargo, la estructura uniforme de  B e Ir son diferentes: B es un espacio completo mientras que Ir no lo es.
El espacio de Baire puede ser contrastado con el espacio de Cantor, el conjunto de secuencias infinitas de dígitos binarios.